# 丹澤山地
丹澤山地（日语：／ Tanzawa sanchi */?）是日本神奈川縣西北部的山地。東西約40公里，南北約20公里，約占神奈川縣面積的六分之一。與秩父山地等合稱為關東山地。丹澤山地大部分已被指定為丹澤大山國定公園與神奈川縣立丹澤大山自然公園。

## 地理

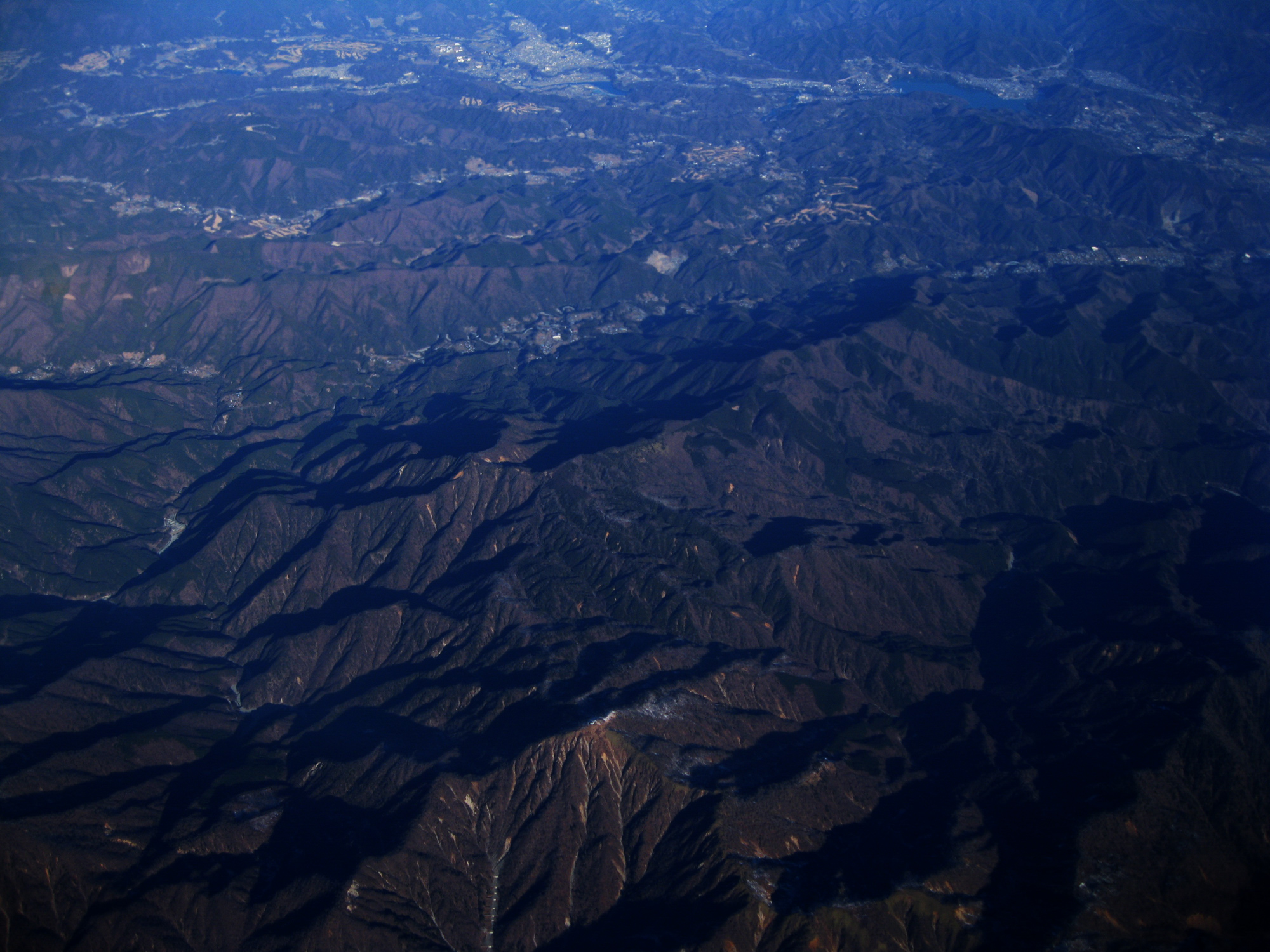
鳥瞰丹澤山地

最高峰蛭岳的標高為1,673公尺，僅能算是中級山岳，但山脊與谷澤形成的地形十分複雜。登山口至山頂的標高差非常大（最一般的大倉尾根標高差就達1200公尺），加上地形複雜，前往東京都心的交通便利，是登山者的熱門地點，但也多次發生山難事故。
雖是壯年期的山嶺，但關東大地震造成地質大規模鬆動，使得玄倉川上游出現不成比例的廣大河原。從津久井青野原經燒山、黍殻山、姬次、蛭岳、丹澤山至塔之岳（1491m）的山脊稱作主脈（丹澤主脈），從蛭岳向西經臼岳、檜洞丸、犬越路至大室山（1588m）的山脊稱作主稜（丹澤主稜）。位於山梨、神奈川縣界上的大室山還有一條東西向山脊稱作甲相國境尾根，東起山梨縣道志村月夜野地區，西至三國山，最末端稱籠坂峠。
塔之岳往東南方延伸至矢櫃峠的山脊稱作表尾根，與南下的大倉尾根在小田急小田原線開通以後成為一般民眾的熱門登山路線。另外，東海自然步道從神奈川縣相模原市綠區青野原登上主脈至袖平山，接著沿著神之川、越過犬越路後再沿著中川至大瀧澤，再登上畦丸，接著沿甲相國境尾根至山中湖畔。
一般以中央部的蛭岳為界，分為交通便利的東丹澤與交通不便的西丹澤。此外，塔之岳以南又稱表丹澤與南丹澤，丹澤主稜以北又稱北丹澤與裏丹澤。
丹澤山地東北部有宮瀨湖（宮瀨水壩），西南部有丹澤湖（三保水壩）。
| 道志山塊 西丹澤 東丹澤 丹 澤 主 脈 丹 澤 主 稜 表 尾 根 大 倉 尾 根 佛 果 連 山 甲 相 國 境 尾 根 宮瀨湖 丹澤湖 ▲蛭岳 ▲ 丹澤山 ▲塔之岳 ▲檜洞丸 ▲鍋割山 ▲大山 ▲大室山 ▲佛果山 ▲畦丸 ▲菰釣山 ▲三國山 ▲黍殻山 ▲大山三峰山 ▲不老山 ▲大野山 ▲御正体山 ▲不動之峰 ▲ 加入道山 ▲權現山 ▲臼岳 ▲三之塔 ▲袖平山 ▲同角之頭 ▲高取山 ▲經岳 ▲檜岳 ▲震旦鄉山 ▲燒山 ●矢櫃峠 ● 犬越路 山伏峠 ● |
| 丹澤山地地圖。按▲可前往該山岳頁面。※文字可能會根據顯示環境而變化。 |

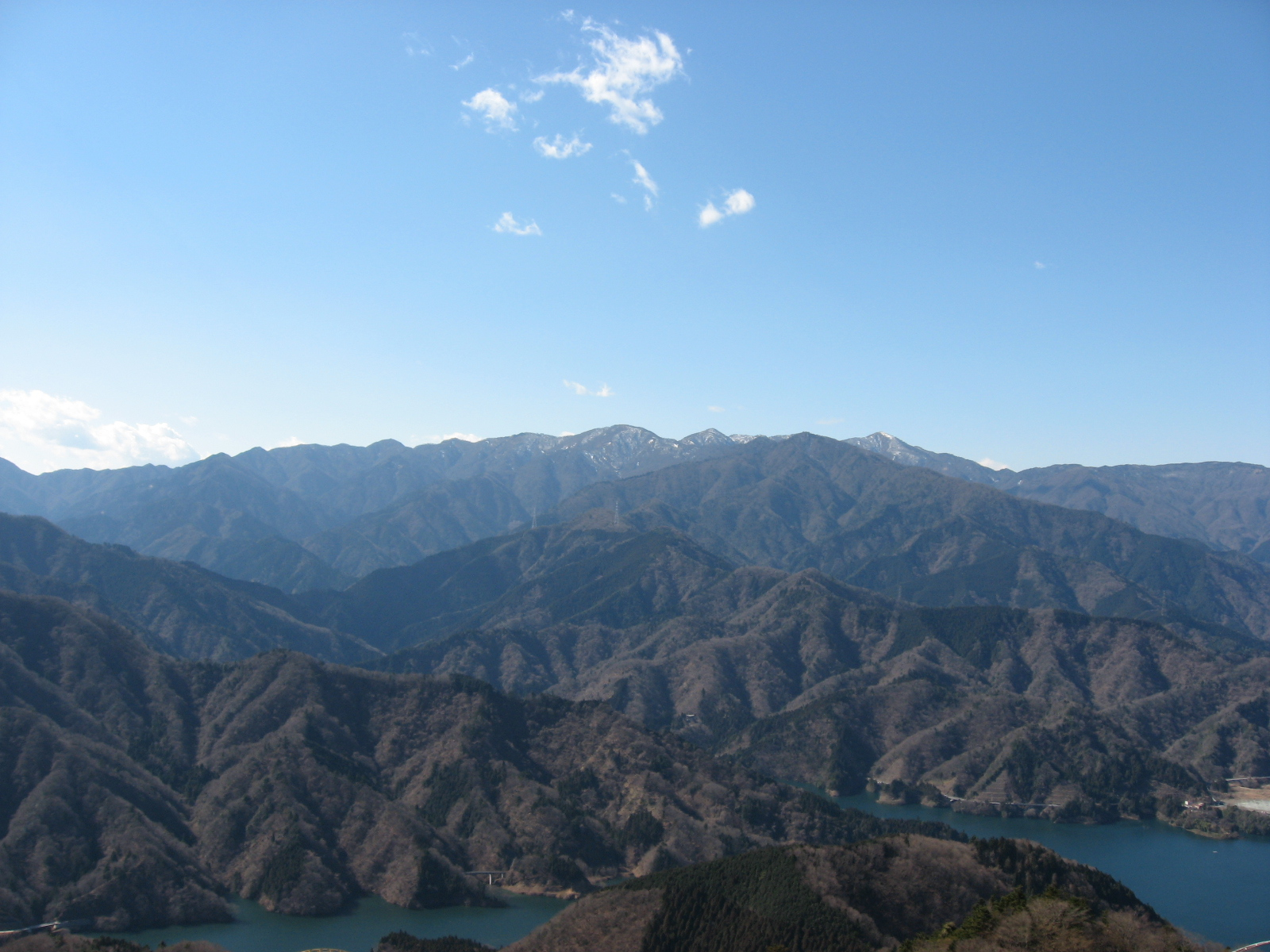
佛果山（日语：仏果山）眺望東丹澤（日语：東丹沢）山群，中央為丹澤山（日语：丹沢山）
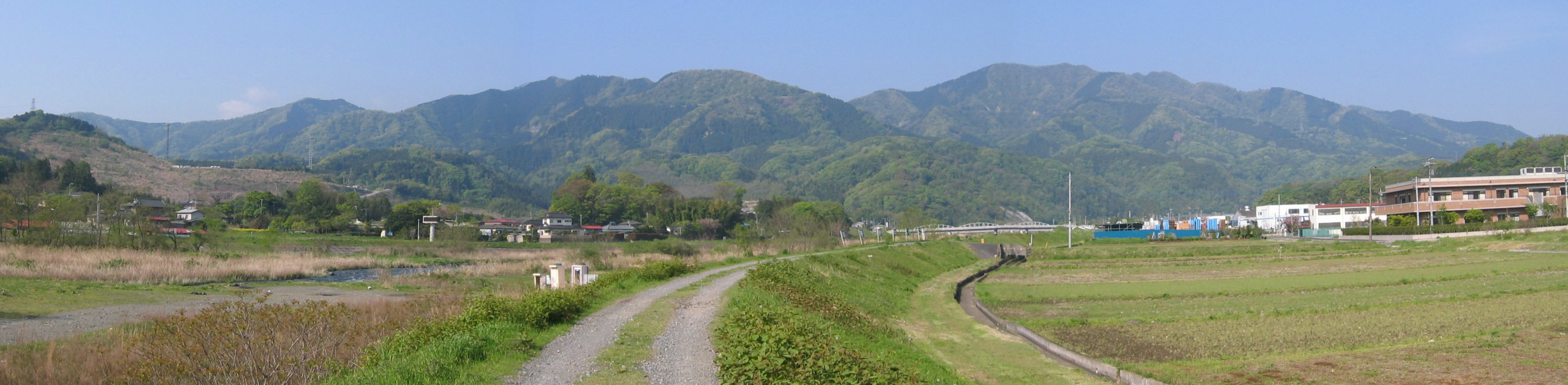
愛川町眺望佛果連山。左起高取山（日语：高取山 (愛甲郡)）、佛果山、經岳（日语：経ヶ岳 (神奈川県)）、華嚴山（日语：華厳山）
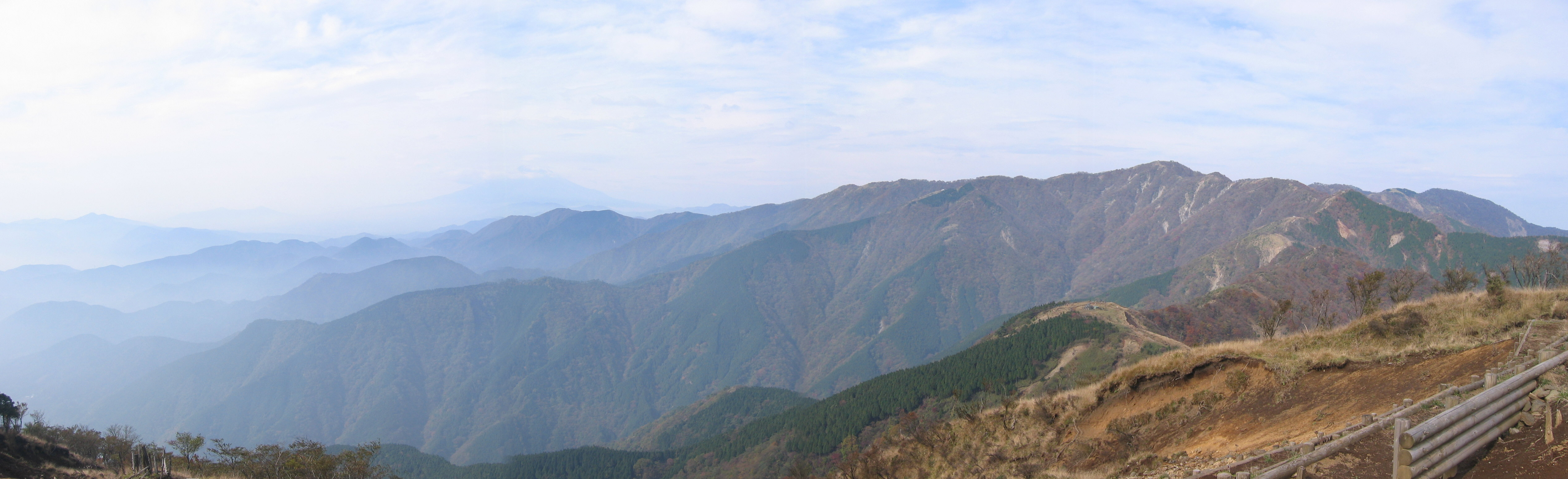
三之塔（日语：三ノ塔）眺望表尾根（日语：表尾根）、鍋割山稜、檜岳山稜
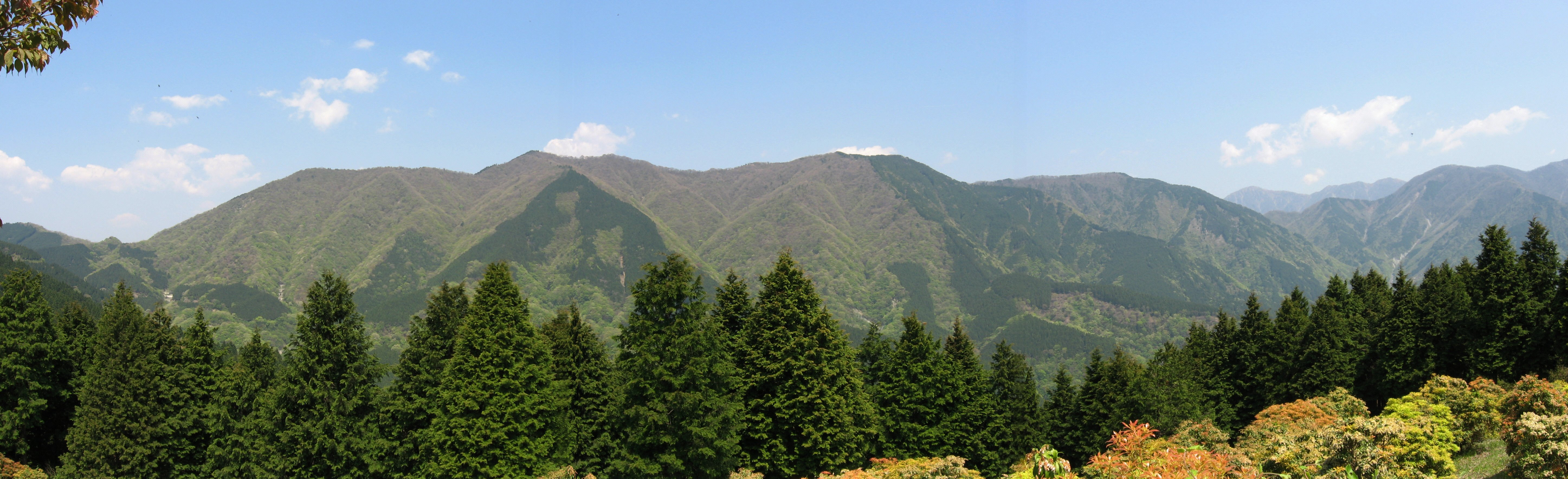
震旦鄉山（日语：シダンゴ山）眺望檜岳山稜
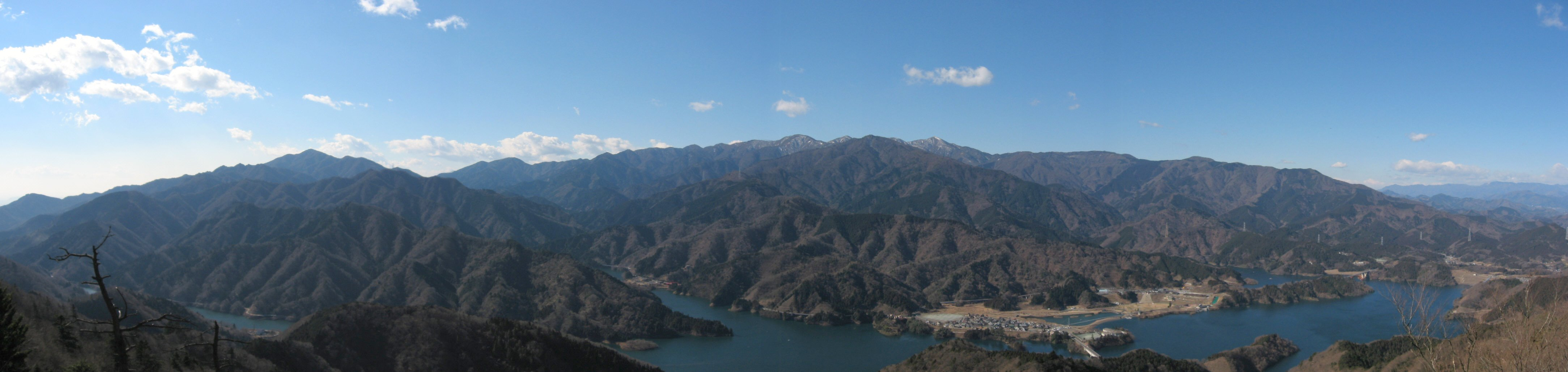
高取山眺望大山與表尾根（日语：表尾根）及丹澤主脈（日语：丹沢主脈）
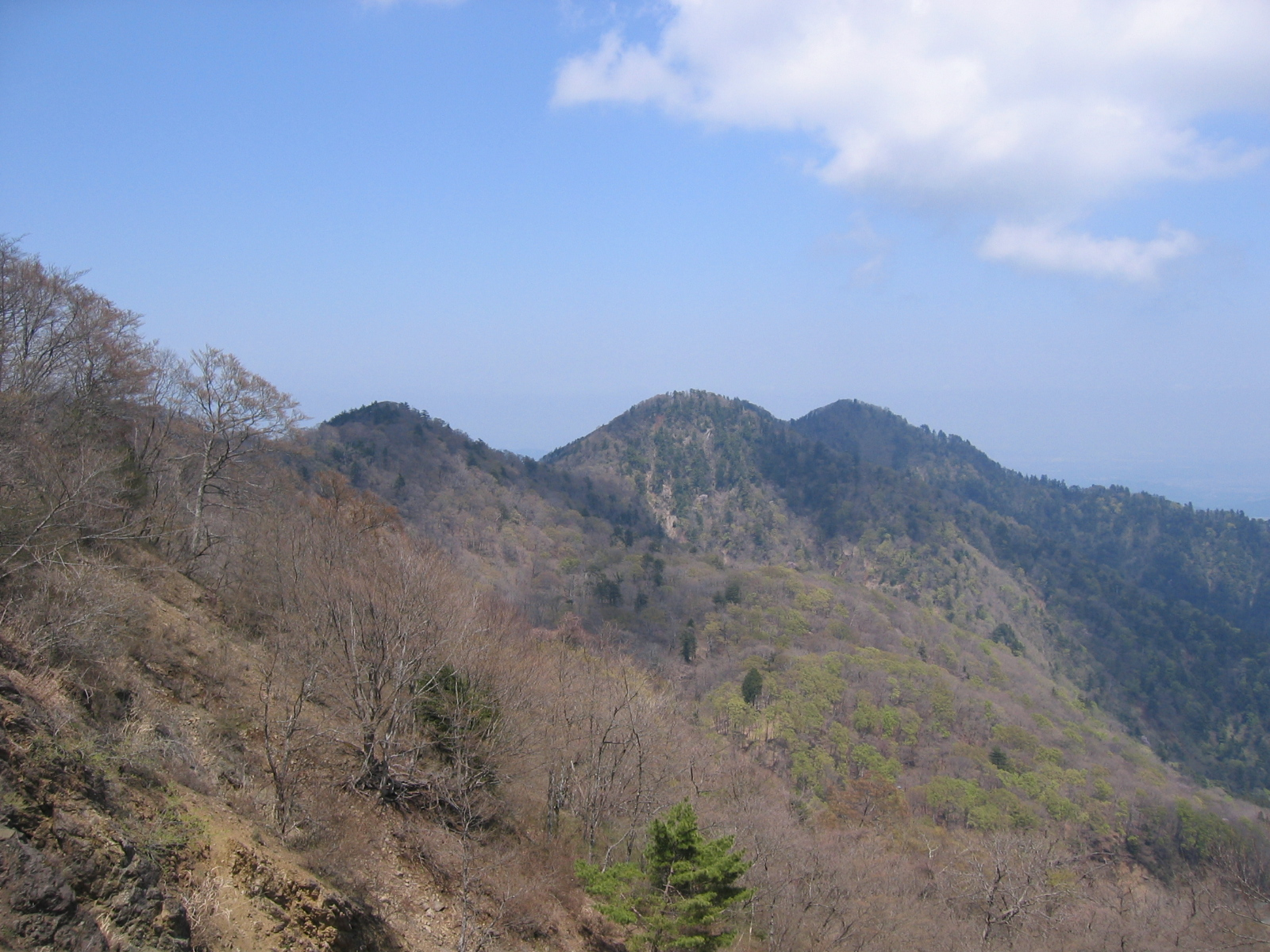
天王寺尾根眺望丹澤三峰（日语：丹沢三峰）
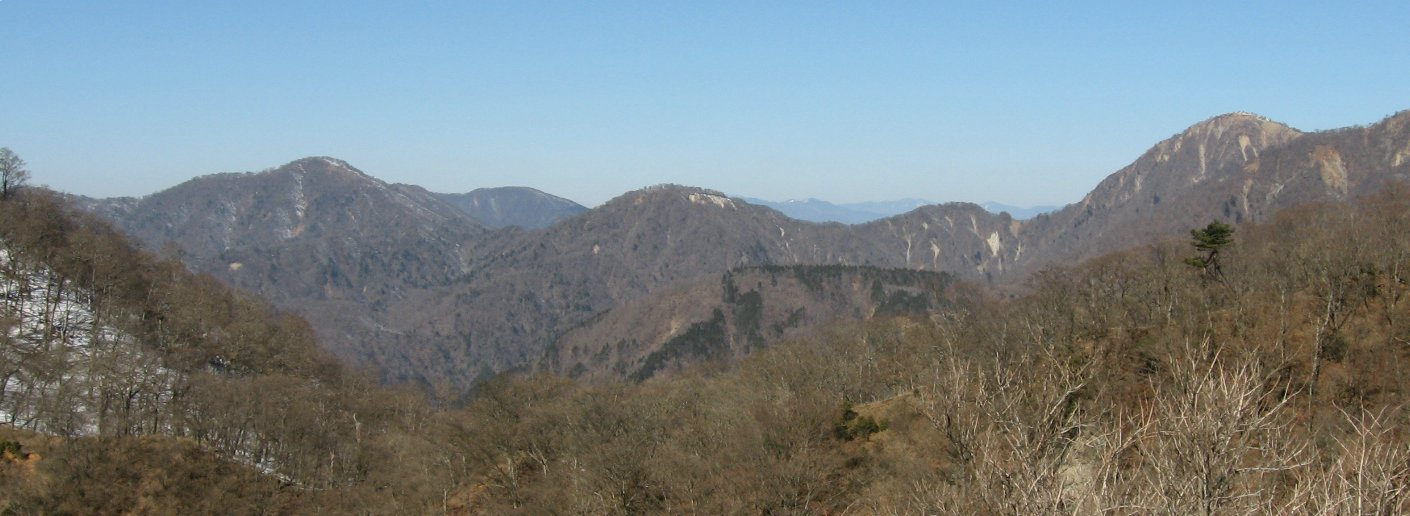
花立眺望丹澤主稜（日语：丹沢主稜）。右起蛭岳（日语：蛭ヶ岳）、ミカゲ沢ノ頭（日语：ミカゲ沢ノ頭）、臼岳（日语：臼ヶ岳 (神奈川県)）、大室山（日语：大室山 (丹沢)）、檜洞丸（日语：檜洞丸）。
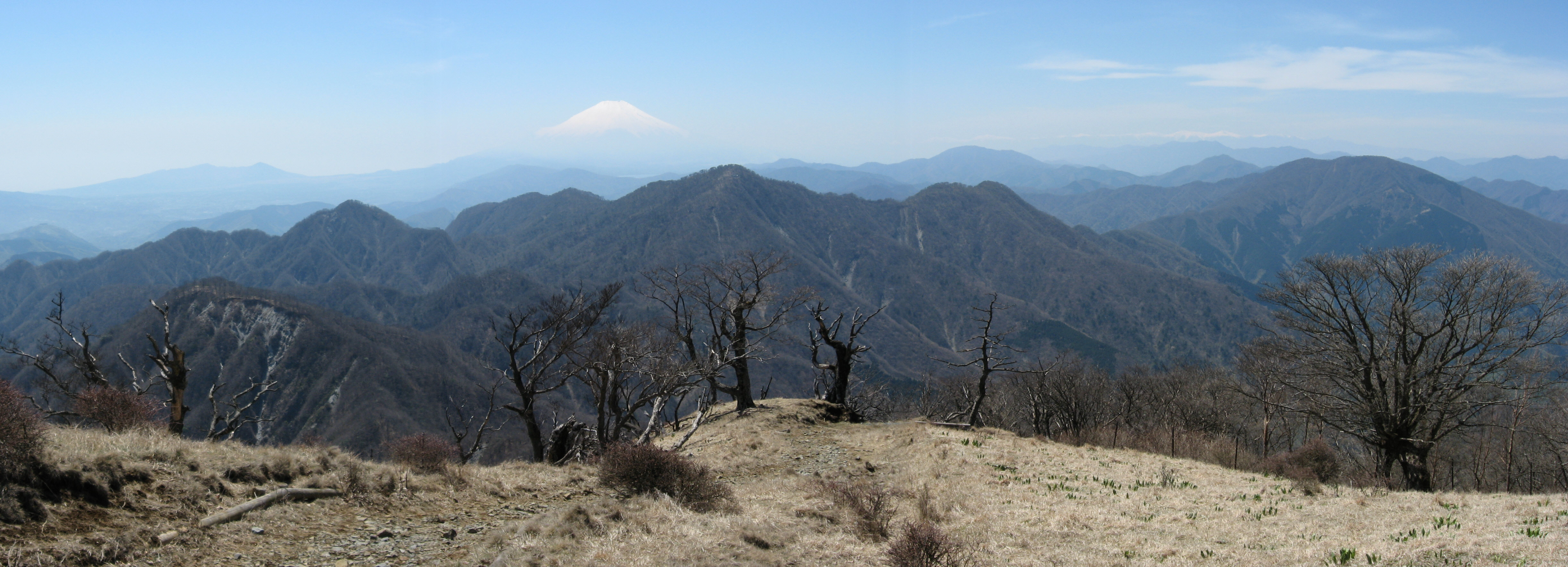
蛭岳眺望丹澤主稜（左前〜右後）與石棚山稜（日语：石棚山稜）、同角山稜（左後）、富士山（最後方）。
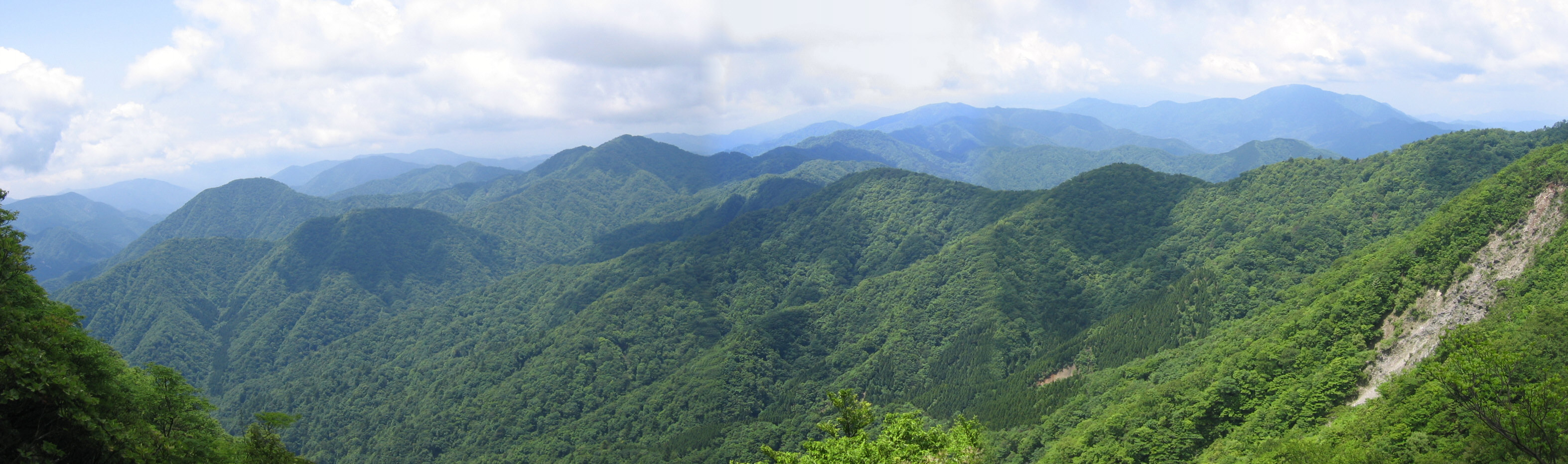
大室山眺望甲相國境尾根（日语：甲相国境尾根）（中央）與道志山塊（日语：道志山塊）（右後）

## 主要山岳
| - 高取山 (706m) - 佛果山 (747m) - 經岳 (663m) - 華嚴山 (602m) - 大山 (1,252m) - 春岳山 (949m) - 岳之台 (899m) - 大山三峰山 (935m) - 三角山 （ m） - 雨乞岳 （ m） - 二之塔 (1,144m) - 三之塔 (1,205m) - 烏尾山 (1,136m) - 行者岳 (1,209m) - 新大日 (1,340m) - 木之又大日 (1,396m) - 塔之岳 (1,491m) - 大丸 (1,386m) - 小丸 (1,341m) - 鍋割山 (1,273m) - 雨山 (1,176m) - 檜岳 (1,167m) - 伊勢澤之頭 (1,177m) - 震旦鄉山 (758m) - 高松山 (801m) | - 塔之岳 (1,491m) - 日高 (1,461m) - 龍馬場 (1,504m) - 丹澤山 (1,567m) - 不動之峰 (1,614m) - 棚澤之頭 (1,590m) - 鬼岩之頭 (1,608m) - 蛭岳 (1,673m) - 姬次 (1,433m) - 袖平山 (1,432m) - 黍殻山 (1,273m) - 燒山 (1,060m) - 東峰 (1,345m) - 中峰 (1,360m) - 西峰 (1,352m) - 花立 (1,370m) | - 蛭岳 (1,673m) - ミカゲ沢ノ頭 (1,421m) - 臼岳 (1,460m) - 檜洞丸 (1,601m) - 熊笹之峰 (1,523m) - 大笄 (1,510m) - 小笄 (1,288m) - 大室山 (1,588m) - 手白之頭（テシロノ頭） (1,491m) - 石棚山 (1,351m) - 同角之頭 (1,491m) - 石小屋之頭 (1,254m) - 大石山 (1,220m) | - 大室山 (1,588m) - 加入道山 (1,418m) - 畦丸 (1,293m) - 大界木山 (1,246m) - 城尾山 (1,199m) - 菰釣山 (1,379m) - 石保土山 (1,297m) - 大棚之頭 (1,269m) - 高指山 (1,174m) - 明神山 (1,291m) - 三國山 (1,343m) - 權現山（世附） (1,019m) - 不老山 (928m) - 大野山 (723m) |

## 形成
丹澤山地的岩體多是由1700〜1200萬年前南方海洋海底火山的噴發物所組成。1000萬年前，岩漿灌入岩體中心並逐漸凝固，形成現在西丹澤山地的石英閃長岩。岩漿灌入後，岩體不斷擴大並浮出海面，成為太平洋上的火山島。該火山島隨著菲律賓海板塊緩慢北上，在約500萬年前與本州一體化。之後，一樣北上的伊豆半島岩體在100〜70萬年前撞上本州，迫使丹澤山地岩體隆起，形成現在的山地。
直到今日，此地仍在持續上升。1923年關東大地震與餘震丹澤地震 (M 7.3) 造成1公尺左右的隆起沉降，並破壞了山體表面。

## 自然

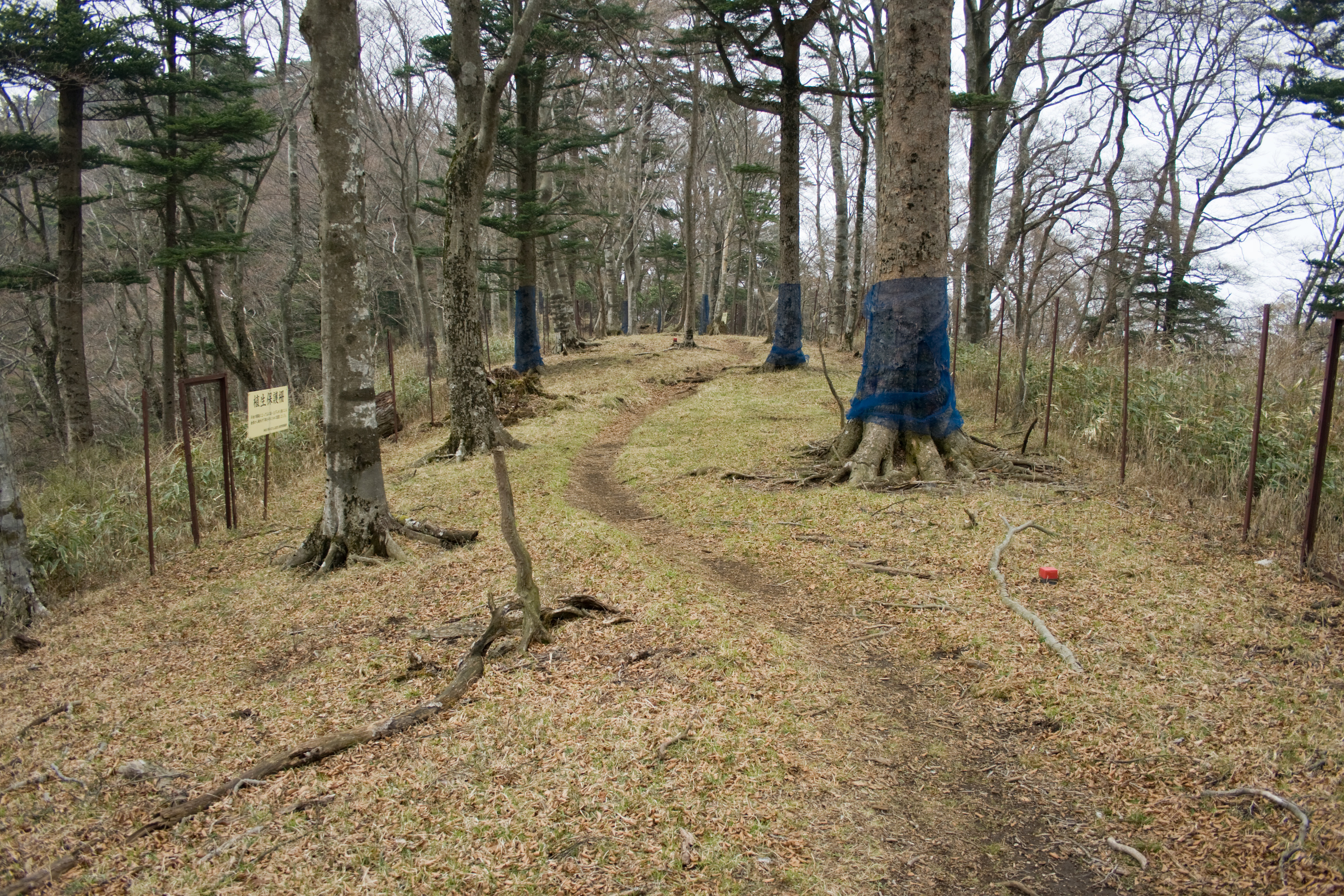
（丹澤三峰的瀨戶澤之頭附近。步道兩側外側設有防鹿柵。右側樹木有防護網預防動物啃食。

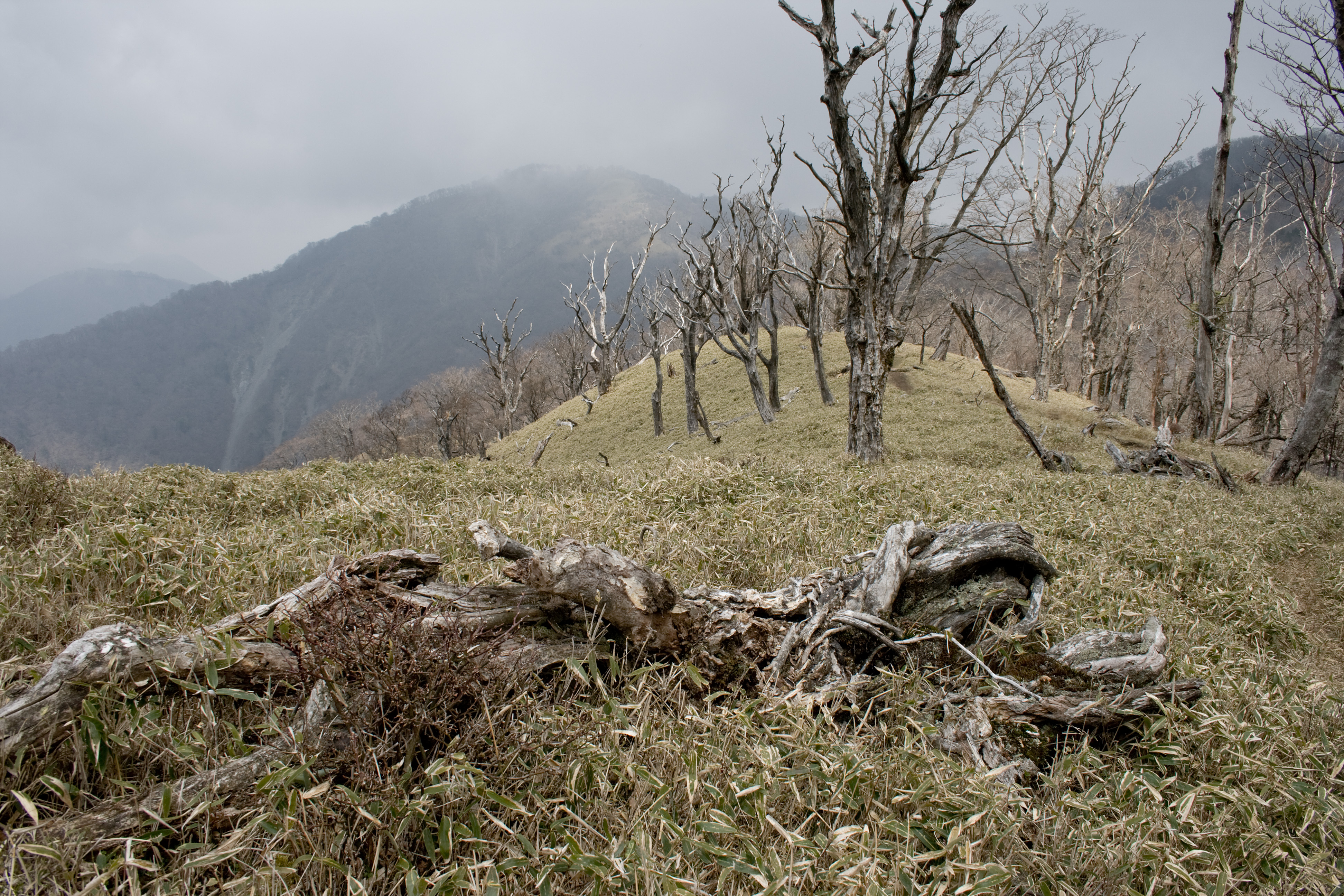
龍馬場的枯木

### 生態系
丹澤山地是太平洋側的中低海拔山地，標高800公尺以上では日本山毛櫸與水楢等落葉闊葉林。5月中旬至6月上旬是白五葉杜鵑與東國三葉鵑的花季，吸引眾多登山客至檜洞丸等地賞花。8月下旬至9月上旬是丹澤山地特有種相模上臈杜鵑草花季，但因盗採問題數量十分稀少。
哺乳類有梅花鹿、日本獼猴、野豬、貉、本土狐、日本髭羚、亞洲黑熊等。其中，梅花鹿不斷增加的數量逐漸造成環境問題，而亞洲黑熊在丹澤山地僅剩30頭左右前後，陷入滅絕危機。

### 環境問題
現在丹澤山地的山脊地帶可見大量的枯木，丹澤山至蛭岳的稜線與龍馬場一帶尤其明顯。枯木形成的原因尚未確定，可能的原因包含都心汽車尾氣的光化學氧化物等。
龐大的梅花鹿族群也造成啃食問題。昭和20年代後半因狩獵解禁，讓丹澤山地的梅花鹿曾經瀕臨滅絕。但在實施15年禁獵，與戰後造林事業採伐闊葉樹林形成廣大草地，為鹿提供大量的食物來源，今日鹿群已成長至將近4,000頭左右。現在丹澤山地的稜線上設有防鹿柵以保護植被，並在樹幹上包裹防護網避免啃食。此外，日本山蛭也隨著鹿的移動擴大棲息範圍，是近年丹澤山地山蛭增加的原因之一。

## 歷史
丹澤山地是古老的信仰名山，也是山伏等修驗者的修行場所。從佛果山、經岳、華嚴山、行者岳、尊佛山（塔之岳）、藥師岳（蛭岳）、菩提、法輪堂（おろんど）等山岳與地名可見此地與信仰的連結。
作為丹澤山地象徵的大山，傳聞是奈良時代由僧侶良弁開山，古稱「阿部利山」（「大福山」「如意山」），大山詣 （页面存档备份，存于）興盛的江戶時代後期將山號訂為「雨降山」，「雨降」除了是中世所使用的名稱>，也表達了此地的祈雨信仰。現在山上的寺社有山頂的大山阿夫利神社，山腰的雨降山大山寺（大山不動），東麓的日向藥師。江戶時代，參拜大山的大山詣十分興盛，也讓江戶等關東地區、中部地方東部、東北地方南部等地十分盛行信仰組織「大山講」，也興起庶民登山參拜的熱潮。在夏季，參拜客可達10萬人左右。大山山頂視野十分良好，加上登山相對容易，現在仍是十分熱門的登山地點，登山口所在的表參道也聚集了眾多旅館與土產店。
丹沢山地的清川村西部與秦野市丹澤寺山區域在過去屬於幕府直轄領（「丹澤山御林」），西丹澤有部分屬於小田原藩領。江戶幕府把丹澤山地的山麓部分區域設定為入會林，其餘區域都列為御留山，嚴格限制民眾入山。因此，只有巡邏人員與修驗者可進入丹澤山區，並對盗伐實施非常嚴厲的罰則。
明治維新後，丹澤山地編為皇室財產（御料林），保留了當地的原始自然環境。但在明治末期，御料局與民間開始進行採伐與植林。剩餘的東丹澤御料林在昭和6年轉給神奈川縣，而西丹澤則成為國有林開始進行開發。戰前與戰中，丹澤山地亂伐嚴重，但在當時神奈川縣職員的保護活動之下，成功保留了冷杉、南部鐵杉、杉木等巨木。
現在，丹澤山地作為首都圈近郊山地，每年有30萬人以上登山客、100萬人以上觀光客到訪，是登山、健行、溯溪、溪釣、露營、溫泉（飯山溫泉、鶴卷溫泉等）等的熱門地點。

## 山蛭問題
山蛭隨著鹿群不斷擴大活動範圍，已影響到登山客與周邊居民的生活。特別是東丹澤與表丹澤的夏季，山蛭非常猖獗。最近，連過去未曾發現的西丹澤山域也開始有登山客回報。
除了山區，愛甲郡清川村全域及秦野市與相模原市等周邊市町村也陸續發現山蛭。

## 以丹澤山地為舞台的作品
- 『哥吉拉vs摩斯拉』
- 『哥吉拉·摩斯拉·王者基多拉 大怪獸總攻擊』
- 『GODZILLA 怪獣惑星』

## 外部連結
- 丹沢大山自然環境情報站 （页面存档备份，存于）（神奈川縣官方網站）
- 神奈川縣立 秦野遊客中心西丹澤遊客中心 （页面存档备份，存于）
  - 西丹澤遊客中心部落格 （页面存档备份，存于）
- 表丹澤登山導覽 （页面存档备份，存于） - 秦野市觀光協會